# PSR B1620-26 b
PSR B1620-26 b (auch PSR J1623-2631 b, in populärwissenschaftlichen Artikeln auch PSR J1623-2631 c) ist ein Pulsar-Planet, der den Pulsar PSR B1620-26 im Kugelsternhaufen Messier 4 umkreist. Dieser befindet sich ca. 12.400 Lichtjahre entfernt im Sternbild Skorpion. Der Exoplanet ist zudem der älteste existierende, bekannte Exoplanet, da angenommen wird, dass er rund 12,7 Milliarden Jahre alt ist.

## Das PSR B1620-26-System
PSR B1620-26 b umkreist ein Doppelsternsystem. Ein Stern, der Pulsar, ist ein Neutronenstern. Der Zweite ist ein Weißer Zwerg mit einer Masse von ca. 0,34 Sonnenmassen. Beide Sterne umkreisen einander in einem Abstand von ungefähr 1 Astronomischen Einheit, mit einer Umlaufperiode von ca. einem halben Jahr. PSR B1620-26 b besitzt eine rund 2,5-fache Jupitermasse und zieht in einem Abstand von knapp 23 Astronomischen Einheiten seine Bahn um die beiden Zentralkörper. Er ist damit ein zirkumbinärer Planet. Für einen Umlauf benötigt er ca. 100 Jahre. Aufgrund der hohen Masse ist es sicher, dass es sich um einen Gasplaneten handelt.

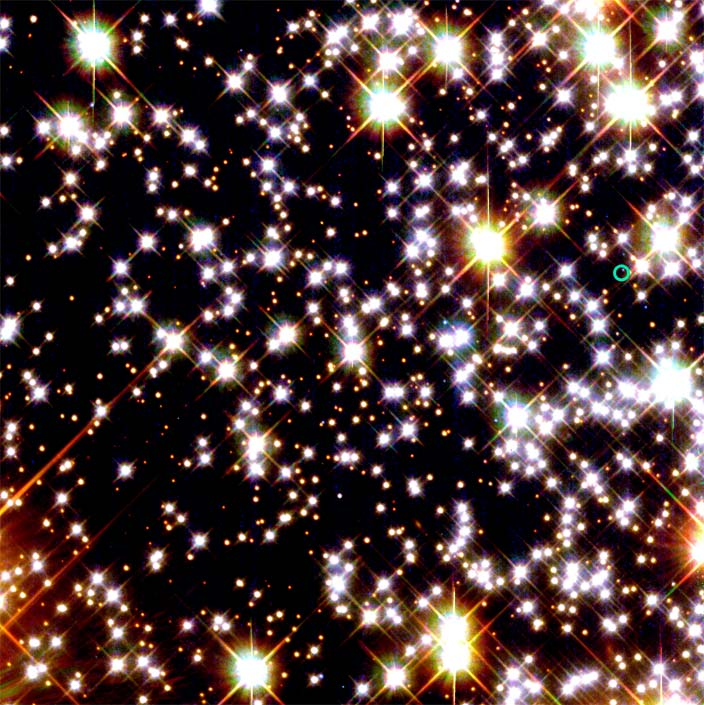
Die Lage des PSR B1620-26 Systems (im grünen Kreis).

Das Dreifachsystem befindet sich etwas außerhalb des Zentrums von M4. Das Alter des Sternhaufens wurde auf rund 12,7 Milliarden Jahre bestimmt. Da sich alle Sterne in einem solchen Haufen zur selben Zeit bilden und die Planeten zusammen mit ihren Sternen entstehen, ist es wahrscheinlich, dass auch der Exoplanet ungefähr dieses Alter besitzt. Dies ist wesentlich älter als jeder andere bekannte Planet, und nahezu dreimal so alt wie die Erde. Aufgrund dieser Tatsache trägt er den inoffiziellen Beinamen Methusalem.

## Entdeckung
PSR B1620-26 b wurde durch Dopplerverschiebungen entdeckt, die der Planet beim Zentralstern auslöst. In den frühen 1990er Jahren beschäftigte sich eine Gruppe von Astronomen unter der Leitung von Donald C. Backer mit den beobachteten Dopplerverschiebungen. Um diese zu erklären, musste angenommen werden, dass ein dritter Körper in diesem System vorhanden sein muss. Innerhalb weniger Jahre wurde der gravitative Einfluss des Planeten auf die beiden Zentralkörper gemessen, woraus die Masse des Planeten berechnet werden konnte. Die berechnete Masse war aber zu gering, um einen weiteren Stern zu vermuten, weshalb Stephen Thorsett und seine Mitarbeiter 1993 die Entdeckung des Exoplaneten bekanntgaben.

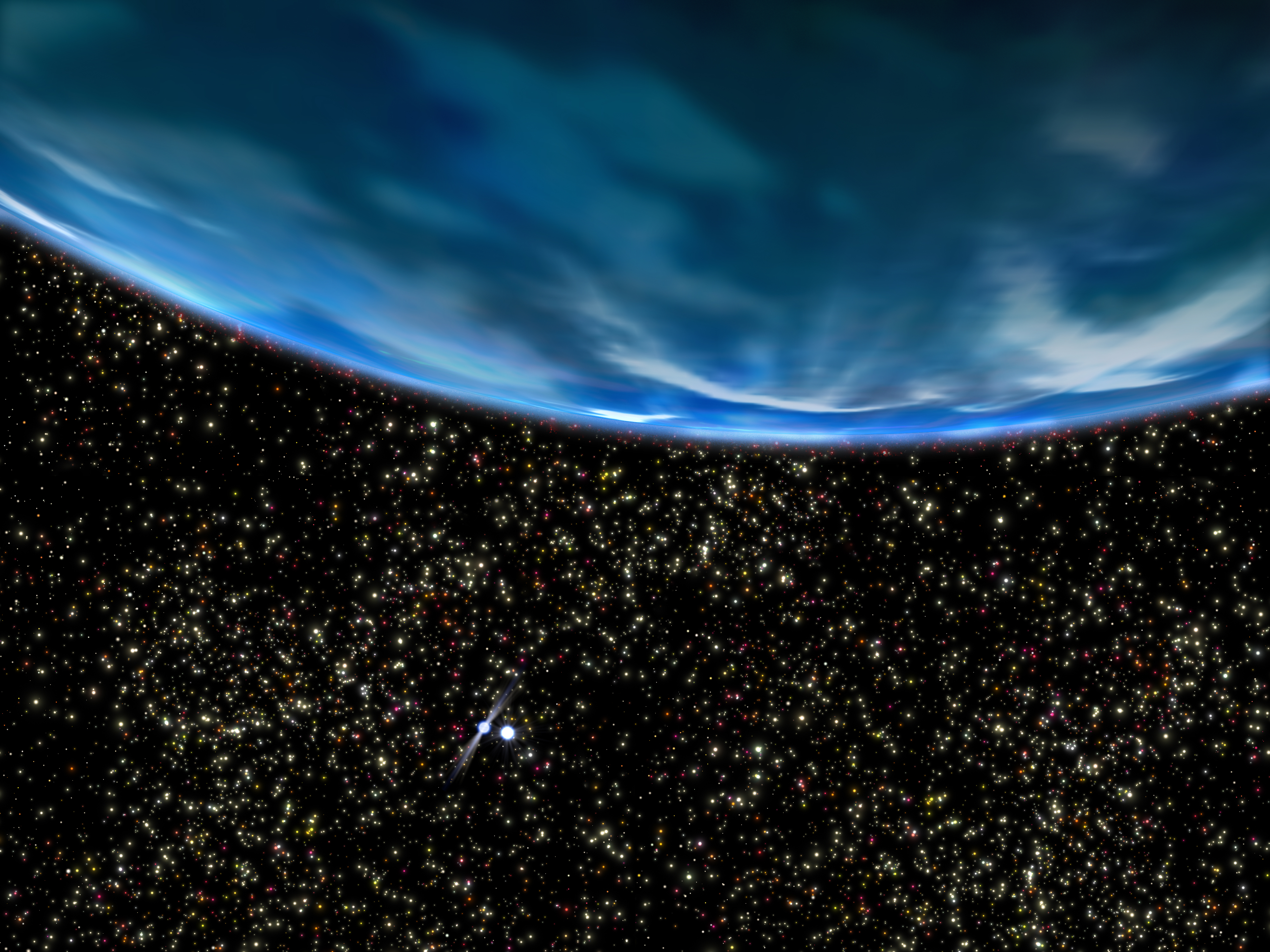
Künstlerische Darstellung von PSR B1620-26 b mit Blick auf den Doppelstern

Durch die genaue Beobachtung der Umlaufbahnen konnte zudem die Masse des Weißen Zwerges geschätzt werden, woraus sich Theorien ergaben, die annahmen, dass der Weiße Zwerg relativ jung und heiß ist. Am 10. Juli 2003 konnte mit Hubble-Aufnahmen gezeigt werden, dass die vorhergesagten Eigenschaften des Weißen Zwerges zutrafen. In der Pressemitteilung der NASA tauchte zum ersten Mal der Name „Methusalem“ öffentlich auf.

## Evolutionsgeschichte
Der Ursprung des Planeten ist immer noch unsicher, aber wahrscheinlich ist er nicht dort entstanden, wo er sich heute aufhält. Weil die Gravitationskraft zwischen Stern und Planet abnimmt, wenn der Kern des Sterns zu einem Neutronenstern kollabiert und den Großteil seiner Masse in den Weltraum hinausschleudert, ist es unwahrscheinlich, dass sich ein Planet nach einem solchen Ereignis noch auf einer stabilen Bahn befindet.
Wahrscheinlicher ist, dass der Planet sich in der Umlaufbahn um den heutigen Weißen Zwerg entwickelt hat und anschließend vom Neutronenstern eingefangen worden ist.

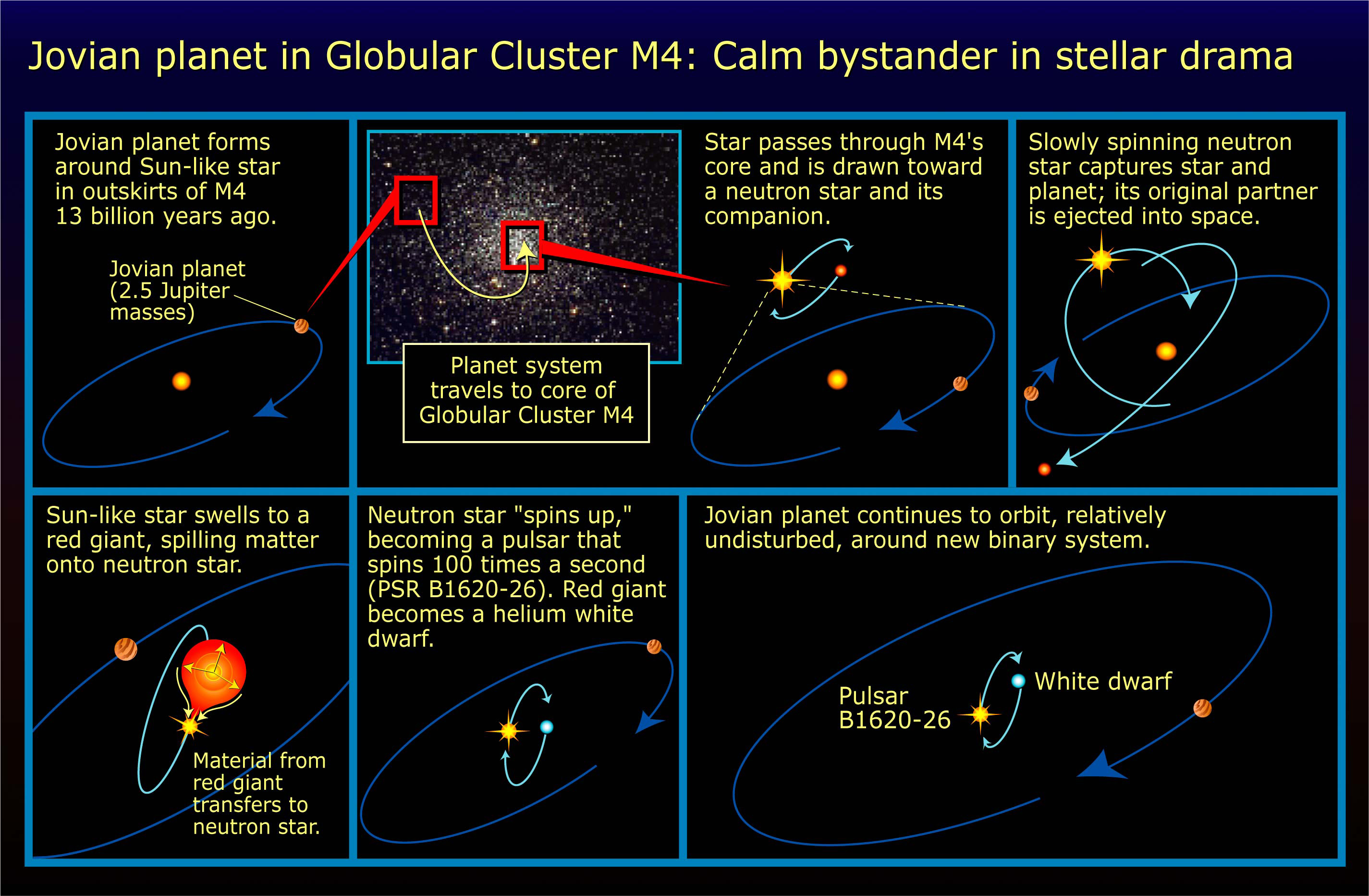
Die Entwicklung des PSR B1620-26-System.

Enge Begegnungen von Sternen geschehen nicht sehr häufig in der Scheibe der Milchstraße, im Gegensatz zu den dichten Kernregionen der Kugelsternhaufen. Zu einem Zeitpunkt in den letzten 10 Milliarden Jahren hat sich wahrscheinlich der Neutronenstern an dieses System heranbewegt, wobei er den heutigen Weißen Zwerg eingefangen hat. Möglicherweise hat er bei diesem Prozess auch einen früheren Begleitstern verloren. Vor einer halben Milliarde Jahren hat sich der neu eingefangene Stern zu einem Roten Riesen aufgebläht.
Typische Pulsarperioden von jungen Pulsaren liegen in der Größenordnung von Sekunden. Die extrem kurzperiodischen Pulsare im Millisekundenbereich entstehen durch Materialtransfer von einem Begleitstern. Die Pulsationsperiode von PSR B1620-26 liegt aber bei ein paar Millisekunden, was ein starker Hinweis für Materialtransfer von einem Begleiter ist. Es wird angenommen, dass der sich entwickelnde Rote Riese sich so lange aufblähte, bis er die Roche-Grenze überschritt, und es so zu einem Materialabfluss in Richtung Neutronenstern kam.
Die einfallende Materie ließ den Neutronenstern durch die Übertragung des Drehimpulses immer schneller rotieren, und einige Hundert Millionen Jahre lang bildeten die Sterne einen Röntgendoppelstern, da die einfallende Materie so stark erhitzt wurde, dass sie Röntgenstrahlen aussandte.
Der Materialaustausch war beendet, als die Oberflächenschichten des masseabgebenden Sterns erschöpft waren, und der Kern langsam zu einem Weißen Zwerg zusammenschrumpfte. Seither wird der Neutronenstern nicht mehr von einem Roten Riesen, sondern von einem Weißen Zwerg begleitet.
Auf eine sehr lange Zeitspanne in die Zukunft betrachtet wird sich das System in die sehr sternreiche Zentralregion von M4 bewegen. Daher wird es sehr wahrscheinlich zu einer erneuten engen Begegnung mit einem Stern kommen, wodurch mit hoher Wahrscheinlichkeit der leichteste Begleiter der Sterne aus dem System hinausgeworfen wird. Sollte dieses Szenario eintreten, so wird PSR B1620-26 b höchstwahrscheinlich völlig aus M4 herausgeworfen, und wird als interstellarer Planet durch den interstellaren Raum wandern.